# Barão da Cruz
Barão da Cruz (em francês: Baron La Croix), no vodu haitiano, é um dos Guedês, junto com Barão Samedi e Barão do Cemitério.